# Георгій Павлов (художник)
Георгій Павлов (болг. Георги Павлов – Павлето) нар. 31 серпня 1913, Чипровці — пом. 29 липня 1995, Софія — болгарський художник та мистецтвознавець.

## Біографія
Народився 31 серпня 1913 у місті Чипровці. Середню школу закінчив у місті Монтана в 1934. Живопис вивчав у Державній академії мистецтв в Софії на кафедрі професора Бориса Мітова у 1940.
У 1948 був призначений художнім редактором журналу «Дружинка». У період 1957–1958 — редактор рубрики «Мистецтвознавство» газети «Народна культура». У 1960–1961 — редактор рубрики «Культура» журналу «Лада».
У 1966 подорожує до Алжиру та Франції, в 1969 — Мюнхену, Брюсселю, Амстердаму, Лондону, Парижу, а в 1970 — знову повернувся до Мюнхену.
У 1969 знявся у фільмі Конрада Вольфа «Гоя».
Помер 29 липня 1995 в Софії.

## Творчість
У 1942 організував першу персональну виставку в Софії.
Брав участь у виставках у Будапешті (1944) та Бухаресті (1946). У 1947 відбулася його третя персональна виставка в галереї «Призма».
Його четверта персональна виставка відбулася у 1965 у виставковому залі «Раковски».
Автор двох віршів — «Вятър над Огоста» (1985) та «Когато кестените спят: рисунки и стихове» (1993).

## Нагороди
- Орден «Кирило та Мефодій» I ступеня (1959)

- Орден «Народна Республіка Болгарія» II ступеня (1973)

- У 1967 був удостоєний звання «Заслужений артист», а в 1979 — звання «Народний артист»